# ヘルムート・フェルスター
ヘルムート・フェルスター(ドイツ語: Helmuth Förster、1889年4月19日 - 1965年4月7日)は、ドイツの軍人。最終階級は航空兵大将。

## 経歴
フェルスターは第二次世界大戦中の1941年4月20日から6月9日までセルビア占領に携わった。
戦後連合国側に捕らえられ、1947年に釈放された。

## 叙勲
- 鉄十字章
  - 二級鉄十字勲章1914年章
  - 一級鉄十字勲章1914年章
- ホーエンツォレルン家勲章
  - 剣付ホーエンツォレルン家勲章
- 名誉十字章
- 鉄十字章略章
  - 二級鉄十字略章
  - 一級鉄十字略章
- 騎士鉄十字章
  - 騎士鉄十字章 (1942年2月22日)[1]
- 国防軍軍報 (1941年10月21日)